# Joana Lina
Joana Lina Ramos Baptista Cândido (* 22. September 1957 in Camabatela) ist eine angolanische Politikerin der Regierungspartei Movimento Popular de Libertação de Angola (MPLA). Die studierte Ökonomin war Frauenministerin und Gouverneurin zweier Provinzen und hatte weitere, häufig leitende Funktionen in Sportverbänden, Vereinen und Aufsichtsräten in ihrem Land inne.

## Leben
Nach der Grundschule in ihrer Heimatstadt von 1964 bis 1968 ging sie nach N’dalatando (damals Vila Salazar), wo sie bis 1974 das Gymnasium Liceu Adriano Moreira besuchte und bereits das klandestine Alphabetisierungsprogramm der MPLA in der Region Kwanza Norte leitete. 1974 zog sie in die Hauptstadt Luanda, wo sie der MPLA beitrat und sich in der Frauenorganisation der Partei (Organização Mulher Angolana, OMA) engagierte. Von 1976 bis 1978 machte sie dort ihr Abitur und studierte Politische Ökonomie an der Universidade Agostinho Neto, bis zu ihrem Abschluss 1982. Danach übernahm sie, noch im gleichen Jahr, die Leitung der ökonomischen und sozialen politischen Abteilung der MPLA (departamento para política econômica e social, DPES).
Nachdem sie dabei in Konflikt mit den wichtigsten Staatsunternehmen wie Sonangol, Endiama und TAAG Angola Airlines geraten war, wechselte sie 1986 in das Führungskomitee der OMA. Nach zunehmender Ablehnung durch die übrige Führungsriege der Frauenorganisation der MPLA wurde sie von dort entfernt. Dank ihrer noch vor der Unabhängigkeit 1975 entstandenen engen Freundschaft zu Präsident José Eduardo dos Santos wurde sie 1991 Staatssekretärin für die Frauenförderung im Familien- und Frauenministerium, dessen Ministerin sie 1997 wurde (bis 1998 im Amt). Außerdem war sie seit 1992 Abgeordnete und später auch Vize-Präsidentin der Nationalversammlung (Assembleia Nacional), dem angolanischen Parlament.
Am 12. September 2018 wurde sie Gouverneurin der Provinz Huambo, als erste Frau in diesem Amt. Ihre Amtszeit wurde in der Provinz gemischt bewertet und festigte ihren Beinamen „Eiserne Lady“ (dama de ferro), angesichts ihrer harten Amtsführung und ihrer unbedingten Treue zur MPLA, der sie nach Meinung eines Teils der Bevölkerung konsequenter diente als der Provinz, während andere sich sehr zufrieden mit ihrer Amtszeit zeigten. Im Juni 2020 verließ sie Huambo und wurde Gouverneurin der Provinz Luanda, ein als politisch besonders herausfordernd und risikoreich geltender Posten in Angola. Nach Francisca do Espírito Santo 2008 wurde sie die zweite Frau an der Spitze der Hauptstadtprovinz.
Auch in anderen Bereichen übernahm sie schon leitende Aufgaben. So war sie Leiterin des angolanischen Fußballverbandes und des paralympischen und Olympischen Komitees Angolas, saß dem Verband der angolanischen Ökonomen vor, gehörte dem Aufsichtsrat der MPLA-nahen Bank SOL und dem Landfrauenverband Angolas an, und ist in mehreren wohltätigen Stiftungen aktiv.